# SN 2009jn
SN 2009jn – supernowa typu Ia odkryta 12 września 2009 roku w galaktyce A225139+1116. W momencie odkrycia miała maksymalną jasność 21,90m.